# Radio Wien
Radio Wien ist das Ö2-Regionalprogramm des ORF für die österreichische Hauptstadt Wien.
Er ist der an Marktanteilen stärkste Wiener Stadtsender und nach Ö3 das zweitpopulärste aller Radioprogramme, die in Wien empfangen werden können. Sein Sitz befindet sich seit 24. November 2023 im Studio Wien in Heiligenstadt.

## Geschichte
Die 1924 als erste österreichische Rundfunkgesellschaft gegründete Radio-Verkehrs AG (RAVAG) betrieb ab diesem Jahr den Sender Radio Wien. Die RAVAG bestand als Aktiengesellschaft bis 1939. Die Bezeichnung RAVAG wurde auch in der Nachkriegszeit wieder verwendet. 
Während der Besatzungszeit (1945–1955) nahm die Sowjetische Besatzungsmacht den Sender insbesondere für die wöchentlich zweimal ausgestrahlte Sendung Die Russische Stunde in Anspruch. Nach 1953 wurde aus der RAVAG der Österreichische Rundfunk (ORF), der Radio Wien bis heute betreibt.

## Musik
Der Sender spielt ein Soft AC-Format mit internationalen Hits und Oldies sowie Austropop wie zum Beispiel Rainhard Fendrich, Wolfgang Ambros, S.T.S. und Falco. Das Musikprogramm umfasst den Zeitraum von ca. 1960 bis heute, wobei die „Etikettierung“ von Hits durch Jahreszahl, Herkunftsland oder Genre weniger ausschlaggebend ist als dass ein Titel in den Musikmix hineinpasst und das Ganze ein harmonisches Gesamt-Hörerlebnis ergibt. So finden sich in jüngster Vergangenheit etwa auch Amy Winehouse, Duffy und Mika auf der Playlist; beispielsweise neben The Beatles, ABBA, Billy Joel und Bruce Springsteen. Darüber hinaus sind täglich von 13 bis 16 Uhr im „Musiknachmittag“ auch formatfernere Töne zu hören, dazu gibt es die wichtigsten Neuigkeiten aus der Welt der populären Musik von den Radio Wien-Musikexperten. Und jeden Freitagabend widmet sich die Sendung „Musikspezial“ von 20 bis 22 Uhr einem musikalischen Schwerpunktthema, z. B. einzelnen Interpreten, bestimmten Genres, musikalischen Phänomenen oder Ereignissen. Die im Dezember 2009 von den öffentlich-rechtlichen ORF-Radiosendern propagierte Radioquote auf Basis einer Selbstregulierung, einen 30-prozentigen Anteil an österreichischer Musik zu spielen, wurde bis dato weder von Radio Wien noch den übrigen Sendern in die Tat umgesetzt (Stand Juni 2016).
In der Sendung Heimat bist du großer Töne (sonntags von 20 bis 23 Uhr) wird nur Musik aus Österreich gespielt, in der Sendung Radio Wien Lovesongs (samstags von 22 bis 24 Uhr) nur Liebeslieder.
Die allermeisten Lieder sind auf Englisch, aber man hört auch Deutsch, Italienisch (z. B. Eros Ramazzotti), Französisch (z. B. Zaz) und Spanisch (z. B. Álvaro Soler).

## Sendungskonzept

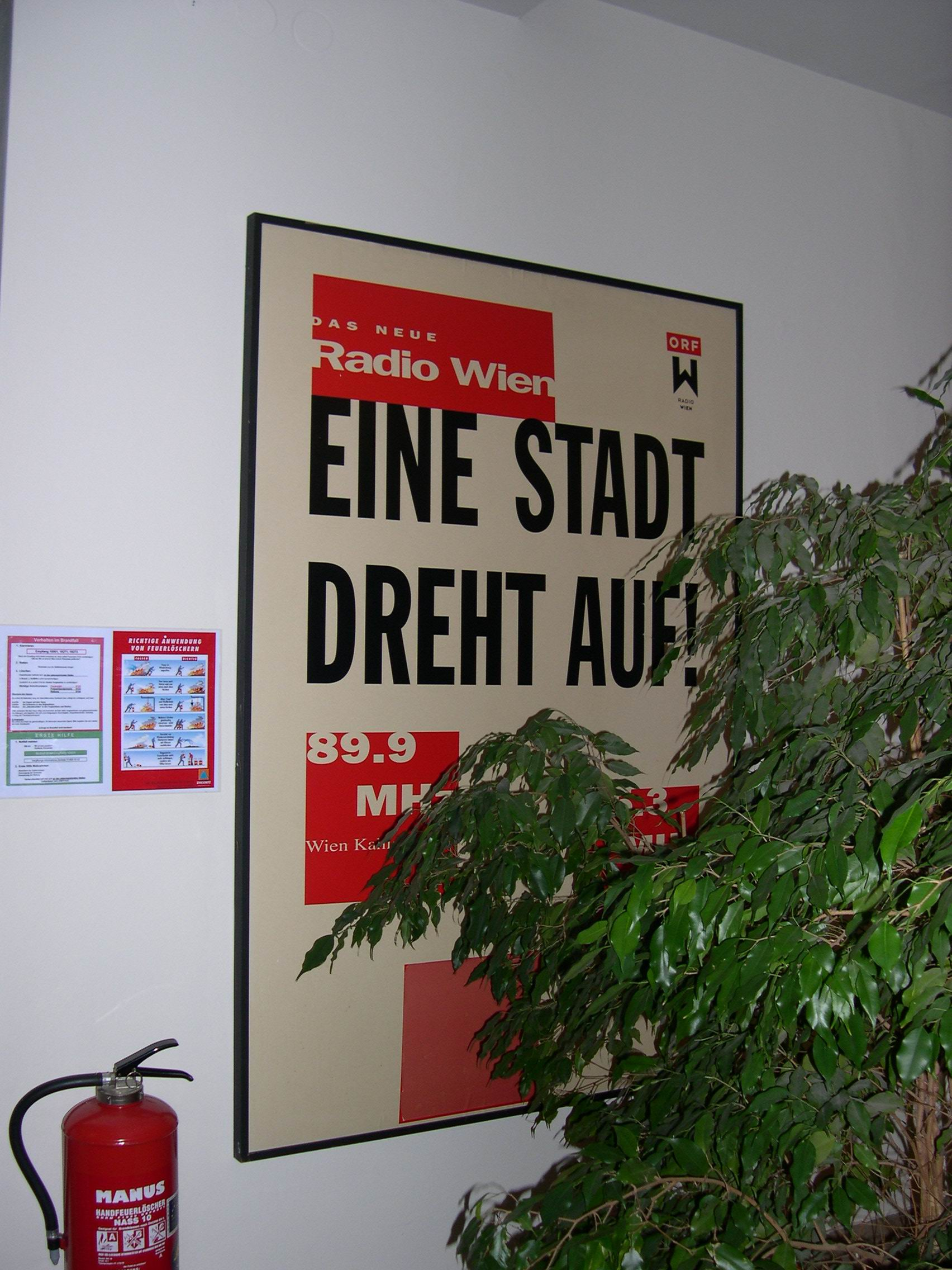
Plakat zur Programmreform „Das neue Radio Wien“ 1992

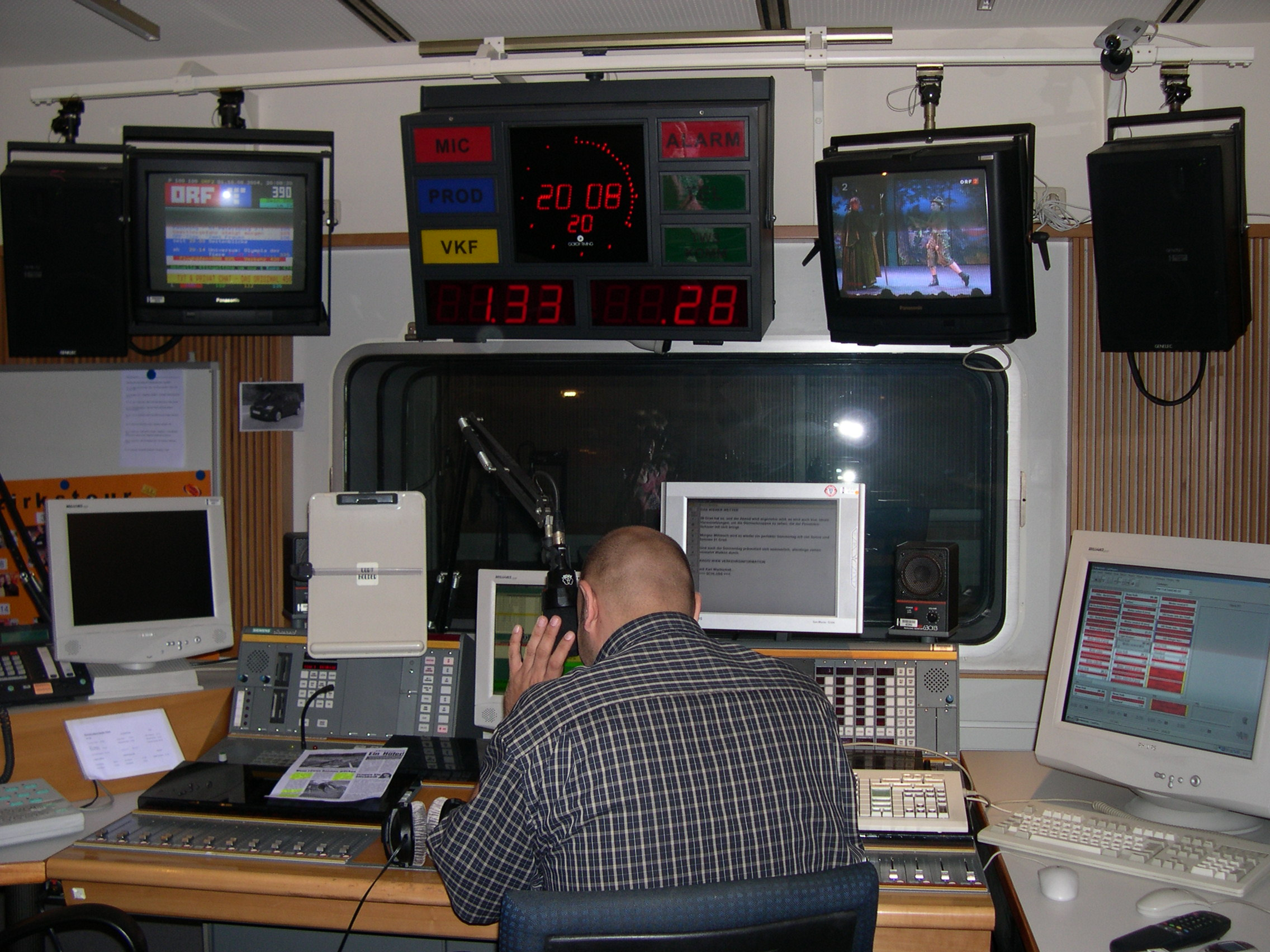
Altes Sendestudio von Radio Wien im August 2004

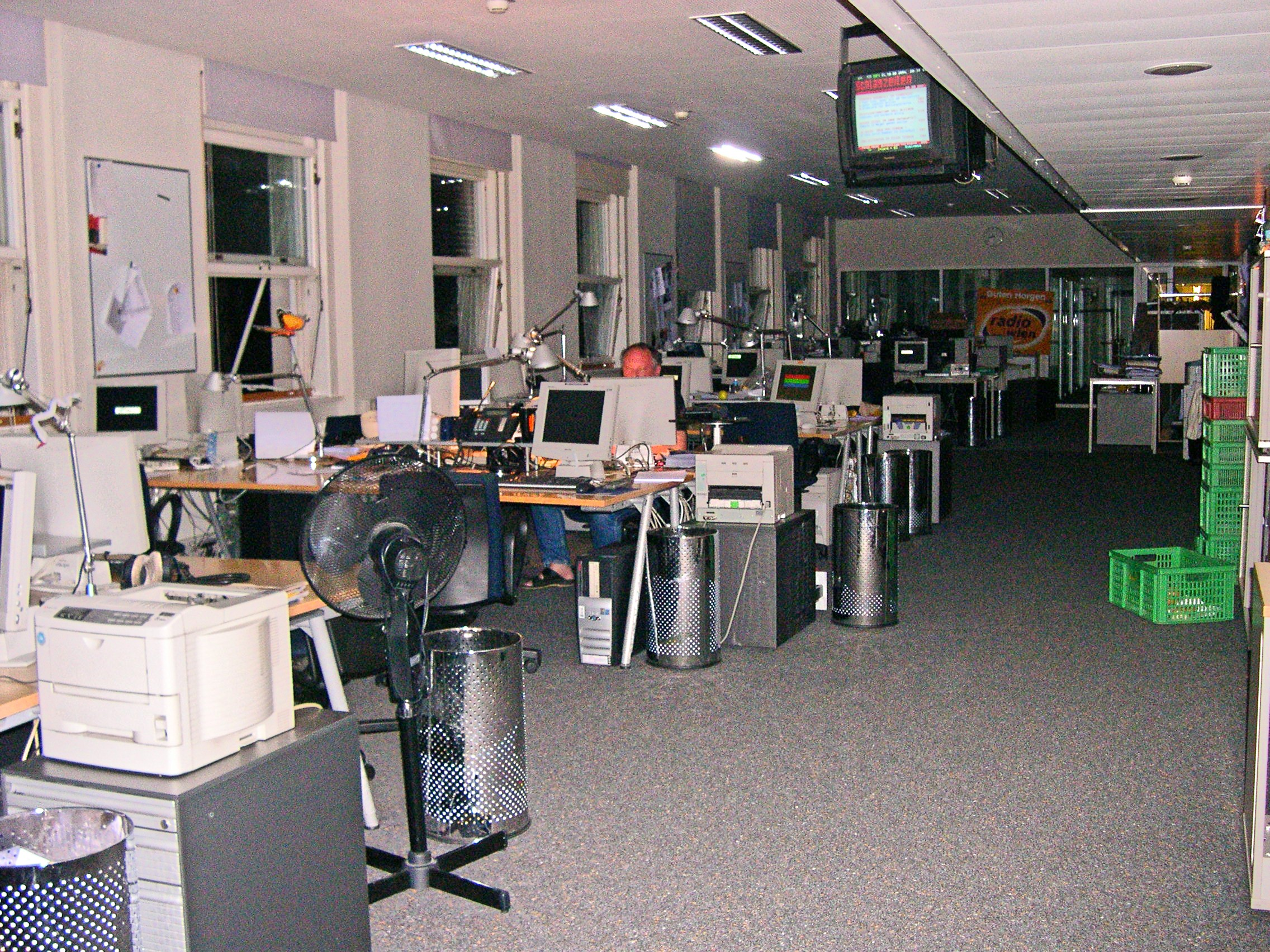
Redaktionsraum von Radio Wien im August 2004

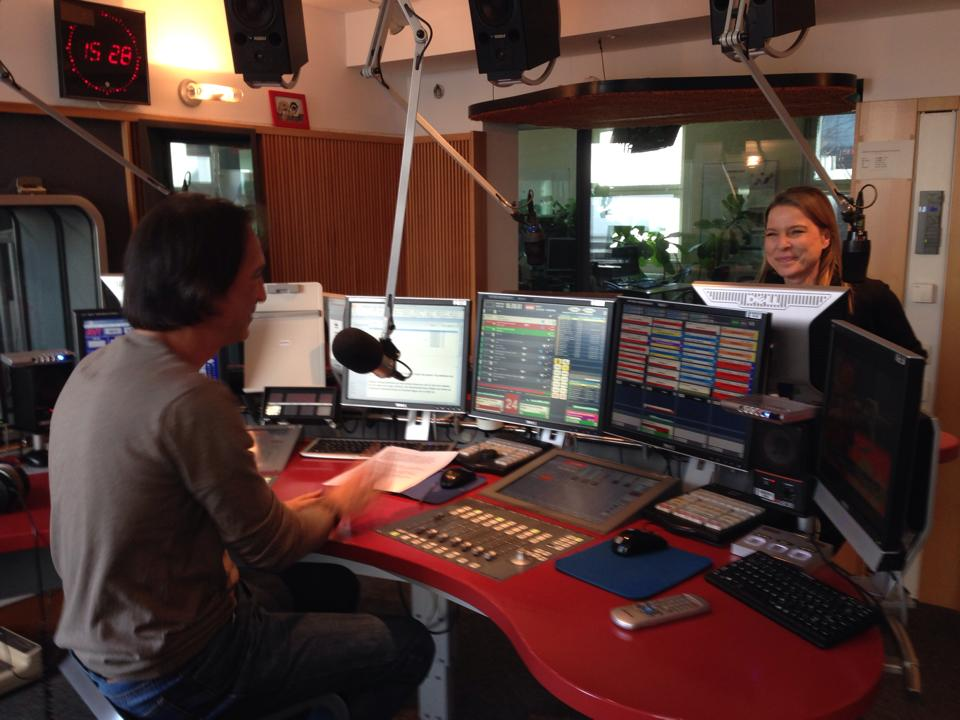
Radio Wien-Studio im März 2014.

Altes Logo

Neben dem hohen Musikanteil bilden Service-Beiträge einen großen Schwerpunkt im Programm. Gesundheit, Recht, Konsumentenschutz, aber auch Freizeit-, Sport- und Lifestyle-Themen werden behandelt, dazu all das, worüber die Stadt gerade spricht. Zur vollen Stunde gibt es die Nachrichten mit Schwerpunkt Wien, besonders ausführliche Berichterstattung jeweils im Stadtjournal während der Frühsendung „Guten Morgen Wien“, um 12 Uhr sowie um 17 Uhr. Die Radio Wien-Verkehrsredaktion hält die Autofahrer über die Straßensituation auf dem Laufenden und informiert ebenso über Störungen im öffentlichen Verkehr. Livereporter berichten außerdem täglich aus der ganzen Stadt. Am Vormittag werden auch für jedes Sternzeichen ein Tageshoroskop und ein „Energiepegel“ in Prozent vorgetragen, ohne dass dazugesagt wird, dass das keine Fakten sind.
Größere Programmreformen fanden im November 1992 („Das neue Radio Wien“, davor „Das Wiener Stadtradio“) sowie im Februar 1998 statt. Während letztere, bei der ähnlich wie zuvor bei Ö3 die Einzelsendungen zu Gunsten von „Sendeflächen“ weitgehend abgeschafft worden sind, kaum für Aufsehen sorgte, gab es 1992 so manche Diskussionen, dass der Sender dadurch kaum noch von Ö3 zu unterscheiden wäre.
Radio Wien sendet zum Unterschied der Ö2-Programme der anderen Bundesländer keine Volkskultur-Sendungen. Auch wird der Frühschoppen und die Mittagsglocken nicht in Radio Wien ausgestrahlt. Ebenso gibt es keine Sendung zum Thema Wienerlied, dieser Sektor wird jedoch von Radio Niederösterreich teilweise in dessen Volkskultur-Programmen bedient.
Kritisch betrachtet wird manchmal die Tatsache, dass das Programm über drei verschiedene terrestrische UKW-Frequenzen verbreitet wird (Kahlenberg 89,9 MHz, 100 kW ERP; Himmelhof 95,3 MHz, 800 W; Neuwaldegg 91,3 MHz, 30 W) und dadurch mögliche freie Frequenzen für andere Sender blockiert. Besonders letzterer Standort erscheint etwas kurios, da die Sendeleistung recht gering ist und die Frequenz fast nie beworben wird. Radio Wien kann aber auch via Satellit (Astra 19,2 Ost) und via Internet (MP3-Stream und Windows Media-Stream) empfangen werden.
Der erste Programmchef und somit Miterfinder vom „Neuen Radio Wien“ (1992, siehe oben) war Gerhard Frühling mit Hary Raithofer und Reinhard Badegruber als CvDs unter dem Intendanten Gerhard Weis, der später Generalintendant des ORF wurde; darauf folgte Intendant Reinhard Scolik und ab 2003 der von der deutschen Consultingforma abgeworbene Radioprofi Stephan Halfpap, als neuer Programmchef unter Direktorin Brigitte Wolf. Aktuelle Programmchefin von Radio Wien ist seit Jänner 2007 Jasmin Dolati.

## Sendungen

### Guten Morgen Wien
Montag bis Freitag von 5 bis 9 Uhr wird die Morgensendung mit Olivia Peter, Sascha Boctor, Peter Polevkovits oder Bernhard Vošicky ausgestrahlt. Weiters sind Kevin Hebenstreit (Wetter), Karoline Boctor (Verkehr), Bruni Eigner (Verkehr), Hadschi Bankhofer (Reporter), Robert Jahn (Reporter) und Bernhard Weihsinger (Reporter) Teil des Morgenteams. Neben Live-Reportagen aus der Stadt und Berichten zu den aktuellen Themen, über die die Stadt spricht, gibt es halbstündlich Nachrichten aus Wien und der Welt sowie viertelstündlich Informationen zum Wetter und zur Verkehrssituation in und um Wien. An besonders verkehrsstarken Tagen ist außerdem ein Stauflieger über der Stadt unterwegs und liefert so punktgenaue Stauinformationen.

### Gut gelaunt in den Tag mit Radio Wien
Von 9 bis 14 Uhr werden neben Musik vor allem Service-Infos gegeben. Moderiert wird die Sendung von Christian Ludwig, Carola Gausterer, Alex Jokel, Leila Mahdavian oder Pamela Grün.

### Radio Wien am Nachmittag
Zu Gast bei den Moderatoren Sascha Boctor und Christian Ludwig sind regelmäßig die Radio Wien-Experten aus der Musikredaktion Tommy Vitera und Georg Holzer. Sie stellen Neuerscheinungen vor, berichten über Konzerte, Festivals, Jubiläen und alles Weitere zum aktuellen Musikmarkt. Dazu werden Musikwünsche angenommen, die man unter der Telefonnummer 01/899953 bekannt geben kann.
Seit März 2020 findet an diesem Sendeplatz von 14.00–15.00 die Sendung „Extra WOW - die 2 um 2“ statt. Robert Steiner und die Kunstfigur Rolf Rüdiger spielen mit Kindern und Erwachsenen eine Stunde lang Spiele wie z. B. Smörrebrod, Kluggneißer, Wörthersee oder Dingsda.

### Das Radio Wien - Magazin
Zwischen 15 und 19 Uhr, liefern die Moderatoren Olivia Peter, Leila Mahdavian und Bernhard Vošicky noch einmal alle Infos zum Tag, Hintergrundberichte, Experteninterviews sowie Service-Infos. Zusätzlich kommen aus der Verkehrsredaktion viertelstündliche Updates zur Situation auf Wiens Straßen.

### Der Mittwoch Abend auf Radio Wien
Jeden Mittwoch plauderte der Entertainer und Sänger Alexander Goebel mit den Hörern und Experten. Zwei Stunden, immer von 20 bis 22 Uhr, konnten auch Anrufer ihre Meinung zum jeweiligen Thema der Sendung einbringen. Goebel wurde im Juni 2018 durch Vera Russwurm ersetzt. Alternativ wurde die Sendung von Sascha Boctor, Christian Ludwig, Leila Mahdavian oder Konrad Mitschka moderiert.
Mit Anfang 2020 wurde die Sendung bis auf weiteres eingestellt.

### WOW
Die Rätselshow „WOW“ mit Robert Steiner ist jeden Sonntag on air. Zwei Stunden lang stellt sich der Entertainer mit seinem Rateteam – unter anderem der Ratte Rolf Rüdiger (Stefan Gaugusch) – jeden Sonntag zwischen 8.00 und 10.00 Uhr den Fragen der anrufenden Kinder. Auch eine „Oldtimerrunde“ gibt es, bei der Erwachsene eine Frage stellen dürfen.
Das Rateteam versucht dann, die Fragen der Kinder innerhalb einer Musiknummer richtig zu beantworten. Gelingt das, dann hat das Rateteam um Robert Steiner gewonnen. Gibt es keine korrekte Antwort oder sogar eine falsche Lösung, dann gewinnt das Kind einen Preis. Seit 2020 bietet Radio Wien in dieser Sendung auch Nachrichten in einfacher Sprache an.

### Trost und Rat
Trost & Rat mit Kurt Ostbahn startete am 9. April 1995 rund um Schüttelreime, Steirerlied oder Caterina-Valente-Klassiker und wurde damit zur Kultsendung. Mit besonders ausgesuchter, fast antiquiert anmutender Höflichkeit verabreichte Dr. Ostbahn damals seinen „verehrten Hörerinnen und Hörern“ „Trost & Rat“.
Sein alter Alter Ego Dr. Kurt Ostbahn hatte er zwar schon in Pension geschickt; doch zwischen Oktober 2009 und Juni 2012 stand Willi Resetarits als er selbst noch einmal jeden Sonntagabend einstündig mit Trost und Rat dem Radio-Wien-Publikum zur Seite.

### Auf und Davon
Jeden Sonntag wurde in der Reiseshow zwischen 10 und 12 Uhr eine Destination vorgestellt, mit Geheimtipps der Reiseprofis Peter Agathakis und früher auch Barbara Thürschmid, kompakten Länderinfos und Reiseberichten, und es gab auch eine Reise an den vorgestellten Ort zu gewinnen. In mehreren Spielrunden traten die Kandidaten telefonisch gegeneinander an. Anmelden konnte man sich schon vorweg im Internet. Moderiert wurde die Sendung bis 2009 von Gregor Wassermann. Danach ab 2010 von Alex Scheurer oder Leila Mahdavian. Insgesamt lief diese Sendung 15 Jahre und zwar von 1999 bis 2014.

## Programm

### Das aktuelle Team
| Moderator              | Bereich                   |
| ---------------------- | ------------------------- |
| Hadschi Bankhofer      | Reporter                  |
| Karoline Boctor        | Verkehrsnachrichten       |
| Sascha Boctor          | Moderator                 |
| Jasmin Dolati          | Radio Wien Programmchefin |
| Bruni Eigner           | Verkehrsnachrichten       |
| Carola Gausterer       | Moderatorin               |
| Pamela Grün            | Moderatorin               |
| Kevin Hebenstreit      | Wetter                    |
| Robert Jahn            | Reporter                  |
| Alex Jokel             | Moderator                 |
| Michael König          | Redakteur                 |
| Julia Korponay-Pfeifer | Reporterin                |
| Martin Lang            | Sport-Reporter            |
| Christian Ludwig       | Moderator                 |
| Leila Mahdavian        | Moderatorin               |
| Heidi Misof            | Verkehrsexpertin          |
| Olivia Peter           | Moderatorin               |
| Peter Polevkovits      | Moderator                 |
| Ingrid Rehusch         | Redakteurin, Moderatorin  |
| Andrea Rosenberger     | Verkehrsexpertin          |
| Robert Steiner         | WOW                       |
| Barbara Thürschmid     | Redakteurin               |
| Peter Tichatschek      | Moderator                 |
| Tommy Vitera           | Radio Wien Musikexperte   |
| Bernhard Vošicky       | Moderator                 |
| Bernhard Weihsinger    | Reporter                  |

## Frühere Moderatoren (Auswahl)
- Elisabeth Engstler
- Ernst Grissemann
- Martin Haidinger
- Alfred Robinek
- Alexandra Winkler
- Flo Winkler
- Elisabeth Auer
- Andy Marada
- Gerald Fleischhacker
- Ines Schwandner
- Rosalinde Haller
- Otto Schmidt
- Nina Pölkhofer
- Gregor Wassermann
- Lakis Jordanopoulos
- Karl Kaltenegger
- Edi Finger junior
- Julia Umek
- Peter Hofbauer
- Willi Resetarits
- Armin Holenia
- Isabella Klausnitzer
- Karl Warlischek
- Peter Agathakis
- Joe Rappold
- Alex Scheurer
- Christian Prates
- Daniel Schrott
- Alexander Goebel
- Gerald Holzinger
- Georg Holzer
- Rainer Keplinger
- Ewald Wurzinger
- Hademar Bankhofer
- Gerd Krämer
- Angelika Lang
- Udo Huber
- Daniel Teissl

## Sendungen auf Radio Wien (bis 2012)
- Sonntag bei Grissemann (mit Ernst Grissemann)
- Wir für Sie (Servicesendung am Vormittag)
- Der Wiener Autofahrer unterwegs (Gewinnshow zu Mittag)
- Top-Thema (Talk-In-Sendung)
- Querstadtein - Radio Wien am Nachmittag (mit Elisabeth Engstler)
- Tip Top – Top Tipps – Wien am Abend
- Radioarena (Special Interest-Sendungen zu verschiedenen Themen)
- Bronti Super Saurier mit Thomas Brezina
- Goebel am Samstag
- Leute bei Ludwig (bis 2007)
- Die Radio Wien Zauberstunden mit Hellseherin Rosalinde Haller und Moderator Gregor Wassermann (bis 2007)
- Wiener Geschichten von Otto Schmidt (bis 2008)
- Heimat Fremde Heimat mit Lakis Jordanopoulos (bis 2009)
- Words mit Peter Hofbauer
- Trost und Rat mit Willi Resetarits
- Auf und Davon die Radio Wien Reisesendung mit Reiseexperte Peter Agathakis und Moderator Gregor Wassermann (bis 2009)